# Euphysa vervoorti
Euphysa vervoorti is een hydroïdpoliep uit de familie Corymorphidae. De poliep komt uit het geslacht Euphysa. Euphysa vervoorti werd in 1998 voor het eerst wetenschappelijk beschreven door Brinckmann-Voss & Arai. 